# 1998-as Formula–1 belga nagydíj
A belga nagydíj volt az 1998-as Formula–1 világbajnokság tizenharmadik futama.

## Futam
| Helyezés | #  | Versenyző             | Csapat/Motor        | Futott körök | Idő/Kiesés oka | Rajthely | Pontszám |
| -------- | -- | --------------------- | ------------------- | ------------ | -------------- | -------- | -------- |
| 1        | 9  | Damon Hill            | Jordan-Mugen-Honda  | 44           | 1'43:47,4      | 3        | 10       |
| 2        | 10 | Ralf Schumacher       | Jordan-Mugen-Honda  | 44           | +0,932         | 8        | 6        |
| 3        | 14 | Jean Alesi            | Sauber-Petronas     | 44           | +7,24          | 10       | 4        |
| 4        | 2  | Heinz-Harald Frentzen | Williams-Mecachrome | 44           | +32,243        | 9        | 3        |
| 5        | 16 | Pedro Diniz           | Arrows              | 44           | +51,682        | 16       | 2        |
| 6        | 12 | Jarno Trulli          | Prost-Peugeot       | 42           | +2 kör         | 13       | 1        |
| 7        | 7  | David Coulthard       | McLaren-Mercedes    | 39           | +5 kör         | 2        |          |
| 8        | 22 | Nakano Sindzsi        | Minardi-Ford        | 39           | +5 kör         | 21       |          |
| Ki       | 5  | Giancarlo Fisichella  | Benetton-Playlife   | 26           | Ütközés        | 7        |          |
| Ki       | 3  | Michael Schumacher    | Ferrari             | 25           | Ütközés        | 4        |          |
| Ki       | 4  | Eddie Irvine          | Ferrari             | 25           | Kicsúszás      | 5        |          |
| Ki       | 23 | Esteban Tuero         | Minardi-Ford        | 17           | Váltó          | 22       |          |
| Ki       | 1  | Jacques Villeneuve    | Williams-Mecachrome | 15           | Kicsúszás      | 6        |          |
| Ki       | 21 | Takagi Toranoszuke    | Tyrrell-Ford        | 10           | Kicsúszás      | 19       |          |
| Ki       | 19 | Jos Verstappen        | Stewart-Ford        | 8            | Motorhiba      | 17       |          |
| Ki       | 8  | Mika Häkkinen         | McLaren-Mercedes    | 1            | Ütközés        | 1        |          |
| Ki       | 6  | Alexander Wurz        | Benetton-Playlife   | 1            | Ütközés        | 11       |          |
| Ki       | 15 | Johnny Herbert        | Sauber-Petronas     | 1            | Ütközés        | 12       |          |
| Ni       | 18 | Rubens Barrichello    | Stewart-Ford        | 0            | Ütközés*       | 15       |          |
| Ni       | 11 | Olivier Panis         | Prost-Peugeot       | 0            | Ütközés*       | 14       |          |
| Ni       | 17 | Mika Salo             | Arrows              | 0            | Ütközés*       | 18       |          |
| Ni       | 20 | Ricardo Rosset        | Tyrrell-Ford        | 0            | Ütközés*       | 20       |          |

A *-gal jelölt versenyzők az első körben történt tömegbaleset után, tartalékautó hiányában nem tudtak elrajtolni az újraindított versenyen.

## A világbajnokság élmezőnyének állása a verseny után
| H  | Versenyzők         | Pont | H  | Konstruktőrök       | Pont |
| -- | ------------------ | ---- | -- | ------------------- | ---- |
| 1. | Mika Häkkinen      | 77   | 1. | McLaren-Mercedes    | 125  |
| 2. | Michael Schumacher | 70   | 2. | Ferrari             | 102  |
| 3. | David Coulthard    | 48   | 3. | Williams-Mecachrome | 33   |
| 4. | Eddie Irvine       | 32   | 4. | Benetton-Playlife   | 32   |
| 5. | Jacques Villeneuve | 20   | 5. | Jordan-Mugen-Honda  | 26   |

## Statisztikák
Vezető helyen:
- Damon Hill: 26 (1-7 / 26-44)
- Michael Schumacher: 18 (8-25)

Damon Hill 22. győzelme, Mika Häkkinen 10. pole-pozíciója, Michael Schumacher 33. leggyorsabb köre.
- Jordan 1. győzelme.

- Damon Hill utolsó Formula–1-es győzelme